# Mårten Sandén
 (décembre 2017).
Si vous disposez d'ouvrages ou d'articles de référence ou si vous connaissez des sites web de qualité traitant du thème abordé ici, merci de compléter l'article en donnant les références utiles à sa vérifiabilité et en les liant à la section « Notes et références ».
Björn Mårten Sandén, né le 22 août 1962 à Stockholm, est un écrivain et auteur-compositeur suédois. 

## Biographie
Psychologue de formation, Mårten Sandén écrit de la littérature pour les enfants et les adolescents, entre autres la série de romans policiers mettant en scène la famille Petrini ainsi que des textes de chansons joués par de nombreux artistes suédois et étrangers (Darin, Magnus Carlsson, E.M.D., Charlotte Perrelli, L5, Jimmy Jansson, Alcazar avec entre autres Stay the Night pour l'Eurovision 2009, Johan Becker, Gabriel Forss, Jake & The Spitfires, Nina & Kim, Bodies Without Organs, Eddie Meduza, Nikki Webster, Sturm und Drang, Star Search ainsi que Natalia Lafourcade). 
Les ouvrages de Mårten Sandén sont traduits dans onze langues, dont l'anglais, l'allemand, le danois, le chinois, le russe. 
Il est membre de l'Académie suédoise du roman policier ainsi que de l'Académie suédoise du livre pour enfant. Il a reçu le prix de la Culture de la ville de Lund en 2009, ainsi que le prix Astrid Lindgren en 2015.
Il réside dans le quartier de Södermalm à Stockholm.

## Œuvres

### Romans policiers, la série Petrini
- 1999 : Gömstället  (ISBN 9129647029)
- 2000 : Arvtagaren  (ISBN 91-29-64801-7)
- 2001 : Juveltjuven  (ISBN 91-29-65275-8)
- 2002 : Gengångaren  (ISBN 91-29-65596-X)
- 2003 : Spökskeppet  (ISBN 91-29-65771-7)
- 2004 : Skatan  (ISBN 91-29-66044-0)
- 2005 : Tvillingarna  (ISBN 91-29-66221-4)
- 2006 : Midnattsstjärnan  (ISBN 91-29-66373-3)
- 2007 : Piraterna  (ISBN 91-29-66626-0)
- 2008 : Bröderna  (ISBN 978-91-29-66813-1)
- 2009 : Geniet  (ISBN 978-91-29-66945-9)
- 2010 : Labyrinten  (ISBN 978-91-29-67297-8)
- 2011 : Tretton  (ISBN 978-91-29-67561-0)
- 2012 : Fantomerna  (ISBN 978-91-29-68014-0)
- 2013 : Pajazzo  (ISBN 978-91-29-68676-0)
- 2015 : Ballongfararen  (ISBN 978-91-29-69474-1)
- 2016 : Flamingo  (ISBN 978-91-29-69920-3)

## Autres livres, niveau Primaire
- 2011 : Någons hjälte  (ISBN 978-91-29-67772-0)
- 2012 : Ett hus utan speglar  (ISBN 978-91-29-68015-7)
- 2015 : Sju förtrollade kvällar  (ISBN 978-91-29-69523-6)
- 2016 : I bergets hjärta  (ISBN 9789129699531)

### Autres livres, niveau Maternelle / lecture à voix haute
- 2013 : Mitzi i mitten  (ISBN 978-91-29-68728-6)
- 2014 : Mitzi på maskerad  (ISBN 978-91-29-68763-7)
- 2014 : Mitzi, Iggy och Pop  (ISBN 978-91-29-68764-4)
- 2015 : Skorstensjul  (ISBN 978-91-29-69497-0)
- 2017 : Älvsommar  (ISBN 978-91-29-70335-1)

### Livres illustrés
- 1995 : Roy och Perry räddar en varg, (ill. David Polfeldt)
- 1997 : Roy och Perry löser pralinmysteriet, (ill. David Polfeldt)
- 2008 : Den fulaste nallen i världen, Frida del 1 (avec Mimmi Tollerup-Grkovic)
- 2008 : Den mörkaste platsen i huset, Frida del 2 (avec Mimmi Tollerup-Grkovic)
- 2010 : Den knasigaste killen i klassen, Frida del 3 (avec Mimmi Tollerup-Grkovic)
- 2014 : En stackars liten haj (avec Per Gustavsson)
- 2016 : En glass i granngalaxen (avec Per Gustavsson)

### Littérature pour la jeunesse
- 2006 : En plats de kallar Lyckan
- 2007 : Anna d'Arc
- 2008 : Den femte systern, Jannike del 1
- 2009 : Det viskande barnet, Jannike del 2
- 2010 : De dödas Imperium, Jannike del 3  (ISBN 978-91-29-67239-8)
- 2016 : Min bror monstret  (ISBN 9789129699524)

### Autres publications
- 1994 : Social narcissism: dyadiskt och generaliserat fungerande
- 2005 : Bandhandboken: allt du vill veta om att spela i band